# آن پنینگتون
آن پنینگتون (انگلیسی: Ann Pennington; ۲۳ دسامبر ۱۸۹۳ – ۴ نوامبر ۱۹۷۱) هنرپیشه، خواننده و رقصنده اهل ایالات متحده آمریکا بود که از ستاره‌های برادوی در دهه‌های ۱۹۱۰ و ۱۹۲۰ به‌شمار می‌رفت.
از فیلم‌هایی که وی در آن‌ها نقش داشته‌است، می‌توان به مادام بی‌هِـیو اشاره نمود.